# حنجور
حنجور قرية سورية تتبع ناحية جب رملة في منطقة مصياف في محافظة حماة. بلغ عدد سكانها 2904 نسمة في عام 2004 حسب إحصاء المكتب المركزي للإحصاء.
تقع على بعد 24 كم شمال شرق مصياف بقرب من قرية أصيلة تبعد عن ناحية جب رملة 4 كم وهي قرية سهلية تطل على سهل العشارنة تعتمد على الزراعة المروية وجميع اراضيها مروية من أشهر محاصيلها القطن والفستق السوداني والخضراوات يتوسط القرية تل أثري

## وصلات خارجية
- الوحدات الإدارية في محافظة حماة نسخة محفوظة 18 أبريل 2019 على موقع واي باك مشين.